# Australischer Scharfnasenhai
Der Australische Scharfnasenhai (Rhizoprionodon taylori) ist eine Art der Scharfnasenhaie (Rhizoprionodon) innerhalb der Requiemhaie (Carcharhinidae). Die Art ist in den tropischen Gewässern vor den Küsten Nordaustraliens verbreitet.

## Aussehen und Merkmale
Der Australische Scharfnasenhai ist ein vergleichsweise kleiner Hai mit einer durchschnittlichen Körperlänge von etwa 50 cm und einer Maximallänge von über 67 Zentimetern. Er ähnelt dem Grauen Scharfnasenhai (R. oligolox) und hat eine bronzefarbene bis gräuliche Körperfarbe und eine helle Bauchregion ohne Musterung. Die Spitzen der Rückenflossen und des oberen Schwanzflossenlobus sowie die Ränder der Schwanzflosse sind dunkel, die Spitzen der anderen Flossen heller gefärbt. Die Schnauze ist lang und das Maul von unten betrachtet breit parabolisch, die Augen sind groß und befinden sich relativ weit oben am Kopf. Die Nasenlöcher sind schmal und langgezogen.
Er besitzt eine Afterflosse und zwei Rückenflossen. Dabei ist die erste Rückenflosse deutlich größer als die zweite und liegt leicht vor oder über den freien Enden der Brustflossen während die zweite leicht hinter der Analflosse entspringt. Die Analflosse ist nur wenig größer als die zweite Rückenflosse. Die Schwanzflosse besitzt einen verhältnismäßig kurzen unteren und langen oberen Lobus mit deutlichem Endlappen. Wie alle Arten der Gattung besitzen die Tiere fünf Kiemenspalten und haben kein Spritzloch, die 4. und 5. Kiemenspalte befinden sich oberhalb des Brustflossenansatzes.

## Lebensweise
Der Australische Scharfnasenhai ist eine Flachwasserart. Er ernährt sich räuberisch wahrscheinlich vor allem von verschiedenen Fischen, Krebstieren, Schnecken und Tintenfischen. Die Haie sind wie die verwandten Arten lebendgebärend und bilden eine Dottersack-Plazenta aus (plazental vivipar). Die ein bis zehn Jungtiere kommen mit einer Länge von etwa 25 bis 30 cm zur Welt. 
Die Haie wachsen sehr rasch und sind nach einem Jahr oder mit einer Körperlänge von etwa 40 cm (Männchen) oder etwa 45 cm (Weibchen) geschlechtsreif. Nach der ersten Paarung bringen die Weibchen jährlich Nachwuchs zur Welt.

## Verbreitung

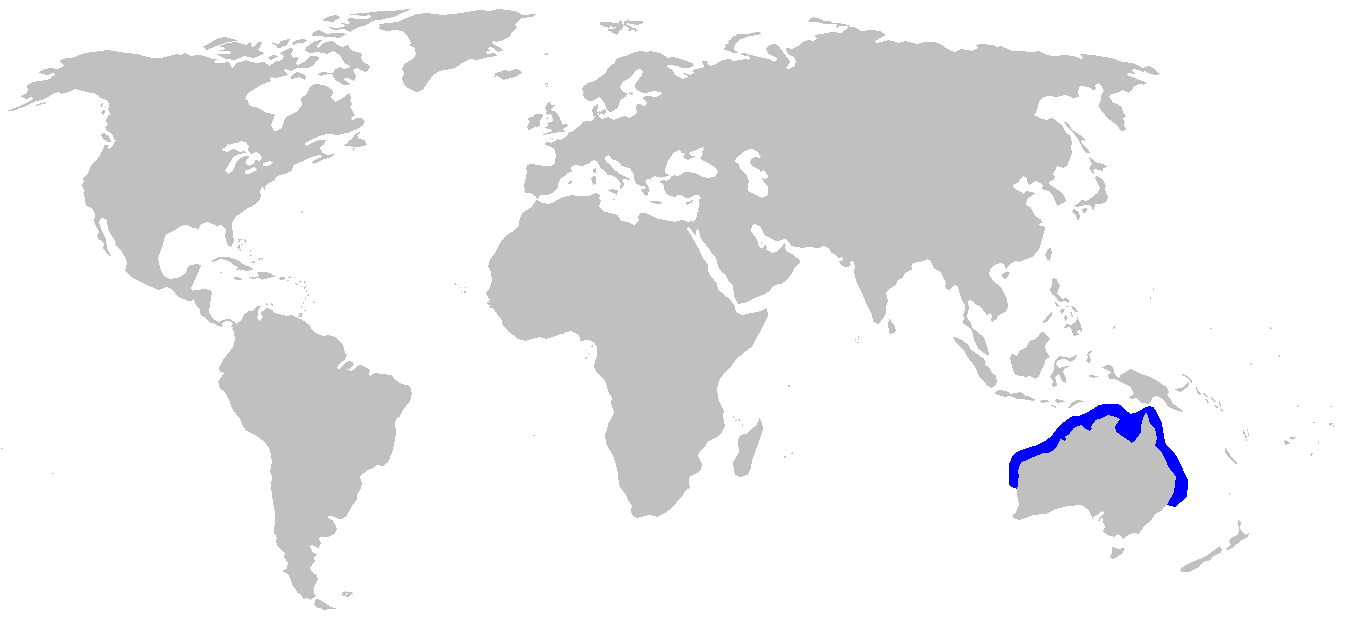
Verbreitungsgebiete des Australischen Scharfnasenhais

Der Australische Scharfnasenhai in den tropischen Gewässern der Nordküste Australiens verbreitet. Sein Lebensraum befindet sich im Bereich des Kontinentalschelfs in der Nähe von Küsten.